# 2009年美國職棒大聯盟選秀
2009年美國職棒大聯盟選秀為大聯盟第45屆選秀，在美國時間6月9日至11日舉行。華盛頓國民隊的史蒂芬·史崔斯伯格為該年首輪選秀狀元。

## 第一輪選秀
圖示
|   | 入選美國職棒大聯盟全明星賽的球員 |
| * | 並未簽約的球員                   |

| 選秀順位 | 球員              | 球隊             | 位置   | 畢業學校                      |
| -------- | ----------------- | ---------------- | ------ | ----------------------------- |
| 1        | 史蒂芬·史崔斯伯格 | 華盛頓國民       | 右投   | 聖地牙哥州立大學              |
| 2        | 達斯汀·艾克利     | 西雅圖水手       | 外野手 | 北卡羅來納大學                |
| 3        | 多諾文·塔特       | 聖地牙哥教士     | 外野手 | Cartersville高中              |
| 4        | 湯尼·桑契斯       | 匹茲堡海盜       | 捕手   | 波士頓學院                    |
| 5        | 麥特·哈布古德     | 巴爾的摩金鶯     | 右投   | Norco高中                     |
| 6        | 薩克·惠勒         | 舊金山巨人       | 右投   | East Paulding高中             |
| 7        | 麥克·邁納         | 亞特蘭大勇士     | 左投   | 范德堡大學                    |
| 8        | 麥克·里克         | 辛辛那提紅人     | 右投   | 亞利桑那州立大學              |
| 9        | 雅各·特納         | 底特律老虎       | 右投   | Westminster Christian Academy |
| 10       | 德魯·史托倫       | 華盛頓國民       | 右投   | 史丹佛大學                    |
| 11       | 泰勒·馬采克       | 科羅拉多落磯     | 左投   | Capistrano Valley高中         |
| 12       | 亞倫·克洛         | 堪薩斯市皇家     | 右投   | 密蘇里大學                    |
| 13       | 格蘭特·格林       | 奧克蘭運動家     | 游擊手 | 南加州大學                    |
| 14       | 麥特·普克*        | 明尼蘇達雙城     | 左投   | Klein高中                     |
| 15       | 艾力克斯·懷特     | 克里夫蘭印地安人 | 右投   | 北卡羅來納大學                |
| 16       | 巴比·波爾切林     | 亞利桑那響尾蛇   | 三壘手 | Bishop Verot高中              |
| 17       | A·J·波拉克        | 亞利桑那響尾蛇   | 外野手 | 聖母大學                      |
| 18       | 查德·詹姆斯       | 佛羅里達馬林魚   | 左投   | 育空高中                      |
| 19       | 薛爾比·米勒       | 聖路易紅雀       | 右投   | Brownwood高中                 |
| 20       | 查德·詹金斯       | 多倫多藍鳥       | 右投   | 肯尼索州立大學                |
| 21       | 吉奧凡尼·麥爾     | 休士頓太空人     | 游擊手 | Bonita高中                    |
| 22       | 凱爾·吉卜森       | 明尼蘇達雙城     | 右投   | 密蘇里大學                    |
| 23       | 傑瑞德·米歇爾     | 芝加哥白襪       | 一壘手 | 路易斯安那州立大學            |
| 24       | 藍道·葛瑞查克     | 洛杉磯天使       | 外野手 | Lamar Consolidated高中        |
| 25       | 麥可·楚奧特       | 洛杉磯天使       | 外野手 | Millville高中                 |
| 26       | 艾瑞克·亞涅特     | 密爾瓦基釀酒人   | 右投   | 印第安納大學布魯明頓校區      |
| 27       | 尼克·法蘭克林     | 西雅圖水手       | 游擊手 | Lake Brantley高中             |
| 28       | 雷蒙·弗恩提斯*    | 波士頓紅襪       | 外野手 | Fernando Callejo高中          |
| 29       | 史列德·希斯考特   | 紐約洋基         | 外野手 | 德州高中                      |
| 30       | 拉蒙·華盛頓*      | 坦帕灣光芒       | 二壘手 | Buchholz高中                  |
| 31       | 布萊特·傑克森     | 芝加哥小熊       | 外野手 | 加利福尼亞大學                |
| 32       | 提姆·惠勒         | 科羅拉多落磯     | 外野手 | 加州州立大學薩克拉門托分校    |

## 第一輪補充選秀
| 選秀順位 | 球員              | 球隊           | 位置   | 畢業學校                 |
| -------- | ----------------- | -------------- | ------ | ------------------------ |
| 33       | 史蒂夫·巴隆       | 西雅圖水手     | 捕手   | John A. Ferguson高中     |
| 34       | 雷克斯·布羅瑟斯   | 科羅拉多落磯   | 左投   | Lipscomb大學             |
| 35       | 馬修·大衛森       | 亞利桑那響尾蛇 | 三壘手 | Yucaipa高中              |
| 36       | 亞倫·米勒         | 洛杉磯道奇     | 左投   | 貝勒大學                 |
| 37       | 詹姆斯·帕克斯頓   | 多倫多藍鳥     | 左投   | 肯塔基大學               |
| 38       | 喬許·菲格利       | 芝加哥白襪     | 捕手   | 印第安納大學             |
| 39       | 肯崔爾·戴維斯     | 密爾瓦基釀酒人 | 外野手 | 田納西大學               |
| 40       | 泰勒·史凱格斯     | 洛杉磯天使     | 左投   | Santa Monica高中         |
| 41       | 克里斯·歐文斯     | 亞利桑那響尾蛇 | 游擊手 | Gilbert高中              |
| 42       | 蓋瑞特·理查斯     | 洛杉磯天使     | 右投   | 奧克拉荷馬大學           |
| 43       | 布萊德·巴克斯伯格 | 辛辛那提紅人   | 右投   | 南加州大學               |
| 44       | 坦納·薛伯斯       | 德州遊騎兵     | 右投   | 加州州立大學弗雷斯諾分校 |
| 45       | 麥克·貝爾菲歐     | 亞利桑那響尾蛇 | 右投   | 波士頓學院               |
| 46       | 馬修·貝修爾       | 明尼蘇達雙城   | 左投   | 印第安納大學布魯明頓校區 |
| 47       | 凱爾·赫卡東       | 密爾瓦基釀酒人 | 右投   | 肯尼索州立大學           |
| 48       | 泰勒·凱勒         | 洛杉磯天使     | 左投   | 東伊利諾大學             |
| 49       | 維克·布萊克       | 匹茲堡海盜     | 右投   | 達拉斯浸信會大學         |

## 補償選秀
1. ↑  因華盛頓國民在2008年選秀沒有簽下亞倫·克洛而得到補償選秀
2. ↑  因洛杉磯道奇簽下響尾蛇自由球員奧蘭多·哈德森而得到補償選秀
3. ↑  因紐約大都會簽下天使自由球員法蘭西斯科·羅德里奎茲而得到補償選秀
4. ↑  因紐約洋基簽下天使自由球員馬克·塔克薛拉而得到補償選秀
5. ↑  因費城費城人簽下水手自由球員勞爾·伊巴涅斯而得到補償選秀
6. ↑  因洋基去年未能簽下格里特·柯爾而得到補償選秀
7. ↑  因洛杉磯天使簽下落磯自由球員布萊恩·弗恩特斯而得到補償選秀
8. ↑  因勞爾·伊巴涅斯離開水手隊而得到額外選秀
9. ↑  因布萊恩·弗恩特斯離開落磯隊而得到額外選秀
10. ↑  因奧蘭多·哈德森離開響尾蛇隊而得到額外選秀
11. ↑  因德瑞克·洛夫離開道奇隊而得到額外選秀
12. ↑  因A·J·柏奈特離開藍鳥隊而得到額外選秀
13. ↑  因奧蘭多·卡布雷拉離開白襪隊而得到額外選秀
14. ↑  因卡斯坦·查爾斯·沙巴西亞離開釀酒人隊而得到額外選秀
15. ↑  因馬克·塔克薛拉離開天使隊而得到額外選秀
16. ↑  因胡安·克魯茲離開響尾蛇隊而得到額外選秀
17. ↑  因法蘭西斯科·羅德里奎茲離開天使隊而得到額外選秀
18. ↑  因傑瑞米·艾菲特離開紅人隊而得到額外選秀
19. ↑  因米爾頓·布萊德利離開遊騎兵隊而得到額外選秀
20. ↑  因布蘭登·萊昂離開響尾蛇隊而得到額外選秀
21. ↑  因丹尼斯·雷耶斯離開雙城隊而得到額外選秀
22. ↑  因布萊恩·沙斯離開釀酒人隊而得到額外選秀
23. ↑  因喬恩·加蘭離開天使隊而得到額外選秀
24. ↑  因匹茲堡海盜在2008年選秀沒有簽下簽下坦納·薛伯斯而得到補償選秀

## 其他著名球員
- 布魯克斯·龐德斯, 第2輪, 53順位被匹茲堡海盜選走
- 麥可·吉文斯, 第2輪, 54順位被巴爾的摩金鶯選走
- 比利·漢米爾頓, 第2輪, 57順位被辛辛那提紅人選走
- 諾蘭·阿里納多, 第2輪, 59順位被科羅拉多落磯選走
- 崔斯·湯普森, 第2輪, 61順位被芝加哥白襪選走
- 傑森·基普尼斯, 第2輪, 63順位被克里夫蘭印地安人選走
- 羅伯特·史托克, 第2輪, 67順位被聖路易紅雀選走
- 史蒂芬·馬茲, 第2輪, 72順位被紐約大都會選走
- 約翰·萊恩·墨菲, 第2輪, 76順位被紐約洋基選走
- 艾力克斯·威爾森, 第2輪, 77順位被波士頓紅襪選走
- D·J·勒馬修, 第2輪, 79順位被芝加哥小熊選走
- 派翠克·柯賓, 第2輪, 80順位被洛杉磯天使選走
- 凱爾·席格, 第3輪, 82順位被西雅圖水手選走
- 大衛·海爾, 第3輪, 87順位被亞特蘭大勇士選走
- 威爾·邁爾斯, 第3輪, 91順位被堪薩斯市皇家選走
- 羅比·爾林, 第3輪, 93順位被德州遊騎兵選走
- 基恩·布洛克斯頓, 第3輪, 95順位被亞利桑那響尾蛇選走
- 喬·凱利, 第3輪, 98順位被聖路易紅雀選走
- 傑克·馬瑞斯尼克, 第3輪, 104順位被多倫多藍鳥選走
- 馬克斯·史塔西, 第4輪, 123順位被奧克蘭運動家選走
- 萊恩·葛因斯, 第4輪, 130順位被多倫多藍鳥選走
- 亞當·沃倫, 第4輪, 135順位被紐約洋基選走
- 克里斯·魯辛, 第4輪, 140順位被芝加哥小熊選走
- 布蘭登·貝爾特, 第5輪, 147順位被舊金山巨人選走
- 路易斯·柯爾曼, 第5輪, 152順位被堪薩斯市皇家選走
- 萊恩·辛弗, 第5輪, 160順位被多倫多藍鳥選走
- 麥克·泰勒, 第6輪, 172順位被華盛頓國民選走
- 布拉丁·哈根斯, 第6輪, 186順位被亞利桑那響尾蛇選走
- 安立奎·赫南德茲, 第6輪, 191順位被休士頓太空人選走
- 邁爾士·米克拉斯, 第7輪, 204順位被聖地牙哥教士選走
- 達拉斯·凱戈, 第7輪, 221順位被休士頓太空人選走
- 克里斯·戴維斯, 第7輪, 226順位被密爾瓦基釀酒人選走
- 保羅·高施密特, 第8輪, 246順位被亞利桑那響尾蛇選走
- 布萊恩·多傑爾, 第8輪, 252順位被明尼蘇達雙城選走
- 布羅克·霍特, 第9輪, 265順位被匹茲堡海盜選走
- 賈巴里·布拉什, 第9輪, 274順位被德州遊騎兵選走，但未簽約
- 蔡斯·安德森, 第9輪, 276順位被亞利桑那響尾蛇選走
- 亞倫·路普, 第9輪, 280順位被多倫多藍鳥選走
- 亞倫·艾希爾, 第9輪, 287順位被費城費城人選走
- 塔克·巴恩哈特, 第10輪, 299順位被辛辛那提紅人選走
- 山姆·戴森, 第10輪, 303順位被奧克蘭運動家選走
- 楊·高姆茲, 第10輪, 310順位被多倫多藍鳥選走
- 泰勒·萊恩斯, 第10輪, 315順位被紐約洋基選走
- 內特·卡恩斯, 第12輪, 352順位被華盛頓國民選走
- 克里斯·海斯頓, 第12輪, 357順位被舊金山巨人選走
- 麥特·卡本特, 第13輪, 399順位被聖路易紅雀選走
- 朱·哈吉森, 第15輪, 460順位被多倫多藍鳥選走
- 沙恩·格林, 第15輪, 465順位被紐約洋基選走
- 皮爾斯·約翰遜, 第15輪, 469順位被坦帕灣光芒選走
- 布萊恩·米歇爾, 第16輪, 495順位被紐約洋基選走
- 史庫特·賈內特, 第16輪, 496順位被密爾瓦基釀酒人選走
- 安德魯·蘇薩克, 第16輪, 497順位被費城費城人選走
- 德文·馬瑞洛, 第17輪, 509順位被辛辛那提紅人選走
- 馬可仕·史卓曼, 第18輪, 532順位被佛羅里達馬林魚選走
- 萊恩·塔培拉, 第19輪, 580順位被多倫多藍鳥選走
- J·D·馬丁尼茲, 第20輪, 611順位被休士頓太空人選走
- 達林·拉夫, 第20輪, 617順位被費城費城人選走
- A·J·拉莫斯, 第21輪, 638順位被佛羅里達馬林魚選走
- 崔佛·羅森索, 第21輪, 639順位被聖路易紅雀選走
- 麥克·菲爾斯, 第22輪, 676順位被密爾瓦基釀酒人選走
- 麥特·亞當斯, 第23輪, 699順位被聖路易紅雀選走
- 丹·史崔利, 第24輪, 723順位被奧克蘭運動家選走
- 安德魯·希尼, 第24輪, 739順位被坦帕灣光芒選走
- 賈斯汀·布爾, 第25輪, 770順位被芝加哥小熊選走
- 柯瑞·迪克森, 第29輪, 871順位被科羅拉多落磯選走，但未簽約
- 麥克·祖尼諾, 第29輪, 873順位被奧克蘭運動家選走
- 傑克·派崔卡, 第34輪, 1035順位被紐約洋基選走
- 艾迪·巴特勒, 第35輪, 1054順位被德州遊騎兵選走
- 克里斯·貝克, 第35輪, 1055順位被克里夫蘭印地安人選走
- 傑克·蘭布, 第38輪, 1135順位被匹茲堡海盜選走，但未簽約
- 肯·賈爾斯, 第44輪, 1328順位被佛羅里達馬林魚選走
- 史蒂芬·皮斯考提, 第45輪, 1357順位被洛杉磯道奇選走
- 巴克·法默, 第46輪, 1378順位被亞特蘭大勇士選走
- 柏克·史密斯, 第49輪, 1475順位被克里夫蘭印地安人選走
- 克里斯蒂安·沃克, 第49輪, 1477順位被洛杉磯道奇選走

### NFL球員選秀
- 傑克·洛克, 第10輪, 321順位被洛杉磯天使選走,但未簽約
- 雷利·庫柏, 第25輪, 754順位被德州遊騎兵選走,但未簽約
- 艾瑞克·德克, 第27輪, 822順位被明尼蘇達雙城選走,但未簽約
- 雅各比·麥克丹尼爾, 第33輪, 1006順位被密爾瓦基釀酒人選走,但未簽約
- 科林·卡佩尼克, 第43輪, 1310順位被芝加哥小熊選走,但未簽約

## 外部連結
- MLB Important Dates for 2009（页面存档备份，存于）
- 2009 MLB Draft Tracker（页面存档备份，存于）
- Baseball America's First Round Recap[永久]

| 前任： 提姆·貝克漢 | 選秀狀元 史蒂芬·史崔斯伯格 | 繼任： 布萊斯·哈波 |